# Noegus niger
Noegus niger là một loài nhện trong họ Salticidae.
Loài này thuộc chi Noegus. Noegus niger được Lodovico di Caporiacco miêu tả năm 1947.